# Bakel
Bakel – miasto we wschodnim Senegalu nad rzeką Senegal, w regionie Tambacounda, ok. 15 tys. mieszkańców.
Miasto wyrosło wokół francuskiego fortu nad rzeką Senegal, którego pozostałości dotrwały do naszych czasów jako rozległy kompleks ruin i są niekiedy udostępniane zwiedzającym.
Dominującą grupą etniczną w mieście są Soninke, do innych grup etnicznych zaliczają się także Fulanie, Bambara i Wolofowie. Bakel jest też ważnym ośrodkiem handlowym, raz w tygodniu odbywa się tu lumo – dzień targowy dla kupców z całego regionu.